# Diaspidiotus juglansregiae
Diaspidiotus juglansregiae är en insektsart som först beskrevs av Comstock 1881.  Diaspidiotus juglansregiae ingår i släktet Diaspidiotus och familjen pansarsköldlöss. Inga underarter finns listade i Catalogue of Life.